# Bảo tàng Hàng không Košice
Bảo tàng Hàng không Košice (tiếng Slovakia: Múzeum letectva Košice) là một bảo tàng tọa lạc ở sân bay Košice, Slovakia. Bảo tàng là một chi nhánh của Bảo tàng Kỹ thuật Slovakia. Hiện tại, Miroslav Hájek là giám đốc của bảo tàng.

## Lịch sử
Sân bay thứ hai ở Slovakia được đưa vào hoạt động ở Košice vào năm 1927. Hai mươi năm sau, Bảo tàng Kỹ thuật, tiền thân của Bảo tàng Kỹ thuật Slovakia, được thành lập ở Košice. Trường Hàng không được thành lập ở Košice vào năm 1959, và sau đó Trường Hàng không Quân sự SNP từng bước được thành lập vào ngày 1 tháng 9 năm 1973. Trường Hàng không Quân sự SNP được đổi tên thành Học viện Quân sự Hàng không Tổng hợp Tướng Milan Rastislav Štefánik vào năm 1993, và ba năm sau được đổi tên thành Học viện Hàng không Quân sự Tướng Milan Rastislav Štefánik ở Košice, trở thành Khoa Hàng không của Đại học Kỹ thuật ở Košice từ năm 2005. Câu lạc bộ Hàng không Quốc gia Slovakia cũng có trụ sở tại Košice. Những sự kiện này là cơ sở của việc thành lập Bảo tàng Hàng không ở Košice. Bảo tàng Hàng không mở cửa cho công chúng trong hai giai đoạn: giai đoạn 1 từ ngày 23 tháng 8 năm 2002, và giai đoạn 2 từ ngày 3 tháng 10 năm 2003.

## Triển lãm
Triển lãm của Bảo tàng Hàng không ở Košice bao gồm các bộ sưu tập động cơ đốt trong và máy bay phản lực, máy bay chiến đấu và máy bay trực thăng, cả phiên bản nguyên bản và bản sao của các máy bay lịch sử, Phòng trưng bày máy bay tổng thống, dụng cụ đo lường và điều hướng, thiết bị máy bay, mô hình máy bay và mô hình tỷ lệ.